# Jonah Lomu
Jonah Tali Lomu (Auckland, 12 mei 1975 – Auckland, 18 november 2015) was een Nieuw-Zeelandse rugbyspeler van Tonganese afkomst. Hij heeft 73 wedstrijden (waarvan 63 caps) gespeeld voor de All Blacks, het Nieuw-Zeelandse nationale rugbyteam. Hij gaat door als een van de beste rugbyspelers ooit en was bij leven al een rugbylegende. 
Lomu was 1,96 meter lang, waarmee hij het niet slecht zou doen als lock forward en woog een kleine 120 kilogram, wat niet zou misstaan voor een prop. Vanwege zijn snelheid (100 meter in 10,8 seconden) speelde hij op de wing. In sommige wedstrijden werd hij later in de wedstrijd ingezet als nummer 8 in de scrum, wat ook een psychologisch effect op de tegenstander had.
Vermaard werd hij tijdens het wereldkampioenschap rugby 1995, waarbij hij niet meer af te stoppen leek. Vooral de halve finale tegen Engeland werd een klassieke wedstrijd, waarin hij vier try's wist te scoren. Ook vier jaar later werd hij topscorer in try's. Met in totaal vijftien try's op WK's is hij met de Zuid-Afrikaan Bryan Habana topscorer aller tijden. Met zijn geboorteland wist hij echter nooit wereldkampioen te worden.
Hij kreeg een rol aangeboden in de James Bondfilm The World Is Not Enough, maar hij gaf voorrang aan zijn rugbycarrière. Ook legde hij een miljoenenaanbod om American football te gaan spelen naast zich neer.
In 1996 werd bij Lomu de nierziekte nefrotisch syndroom geconstateerd, waardoor hij het voorzichtiger aan moest doen en medicijnen moest gebruiken. In mei 2003 werd bekendgemaakt dat hij drie keer per week een nierdialyse onderging. Neveneffecten leidden tot ernstige zenuwschade aan zijn benen en voeten. Volgens zijn doktoren zou hij in een rolstoel belanden als hij niet snel een niertransplantatie onderging. Die werd op 28 juli 2004 uitgevoerd. De nier werd gedoneerd door radiopresentator Grant Kereama uit Wellington. Lomu kondigde aan een comeback te maken. In 2005-06 kwam hij uit voor de Cardiff Blues in Wales. Na dit seizoen vertrok hij weer naar Nieuw-Zeeland. Hij speelde met een speciale ontheffing van de World Anti-Doping Agency, omdat zijn geneesmiddelen op de dopinglijst staan.
Hij was als toeschouwer aanwezig bij het wereldkampioenschap rugby van 2015, toen zijn land de wereldtitel behaalde en deed veel promotiewerk voor zijn land en zijn sport. 
Lomu overleed plotseling op 40-jarige leeftijd.
Hij huwde drie keer en liet twee zoons na. 

## Overzicht internationale wedstrijden
| Team        | Gespeeld | Gewonnen | Verloren | Gelijk | Try's | Punten | % Gewonnen |
| ----------- | -------- | -------- | -------- | ------ | ----- | ------ | ---------- |
| Argentinië  | 2        | 2        | 0        | 0      | 1     | 5      | 100        |
| Australië   | 13       | 6        | 7        | 0      | 6     | 30     | 46.15      |
| Engeland    | 7        | 5        | 1        | 1      | 8     | 40     | 71.43      |
| Fiji        | 1        | 1        | 0        | 0      | 0     | 0      | 100        |
| Frankrijk   | 8        | 3        | 4        | 1      | 4     | 20     | 37.5       |
| Ierland     | 4        | 4        | 0        | 0      | 3     | 15     | 100        |
| Italië      | 3        | 3        | 0        | 0      | 5     | 25     | 100        |
| Samoa       | 2        | 2        | 0        | 0      | 1     | 5      | 100        |
| Schotland   | 6        | 6        | 0        | 0      | 7     | 35     | 100        |
| Tonga       | 2        | 2        | 0        | 0      | 2     | 10     | 100        |
| Wales       | 3        | 3        | 0        | 0      | 0     | 0      | 100        |
| Zuid-Afrika | 12       | 7        | 5        | 0      | 0     | 0      | 58.33      |
| Totaal      | 63       | 44       | 17       | 2      | 37    | 185    | 69.84      |